# Чепе (вулкан)
Чепе — вулкан в Забайкальском крае. Считается потухшим.

## Описание
Чепе представляет собой взрывной кратер, в центре которого есть конус идеально правильной формы. У подножия вулкана есть горячий источник «Золотой каскад», названный так из-за цвета воды и являющийся ООПТ и памятником природы.
Чепе находится около других вулканов: Сыни и Аку, на Удоканском вулканическом плато.